# Pieter Franciscus Dierckx

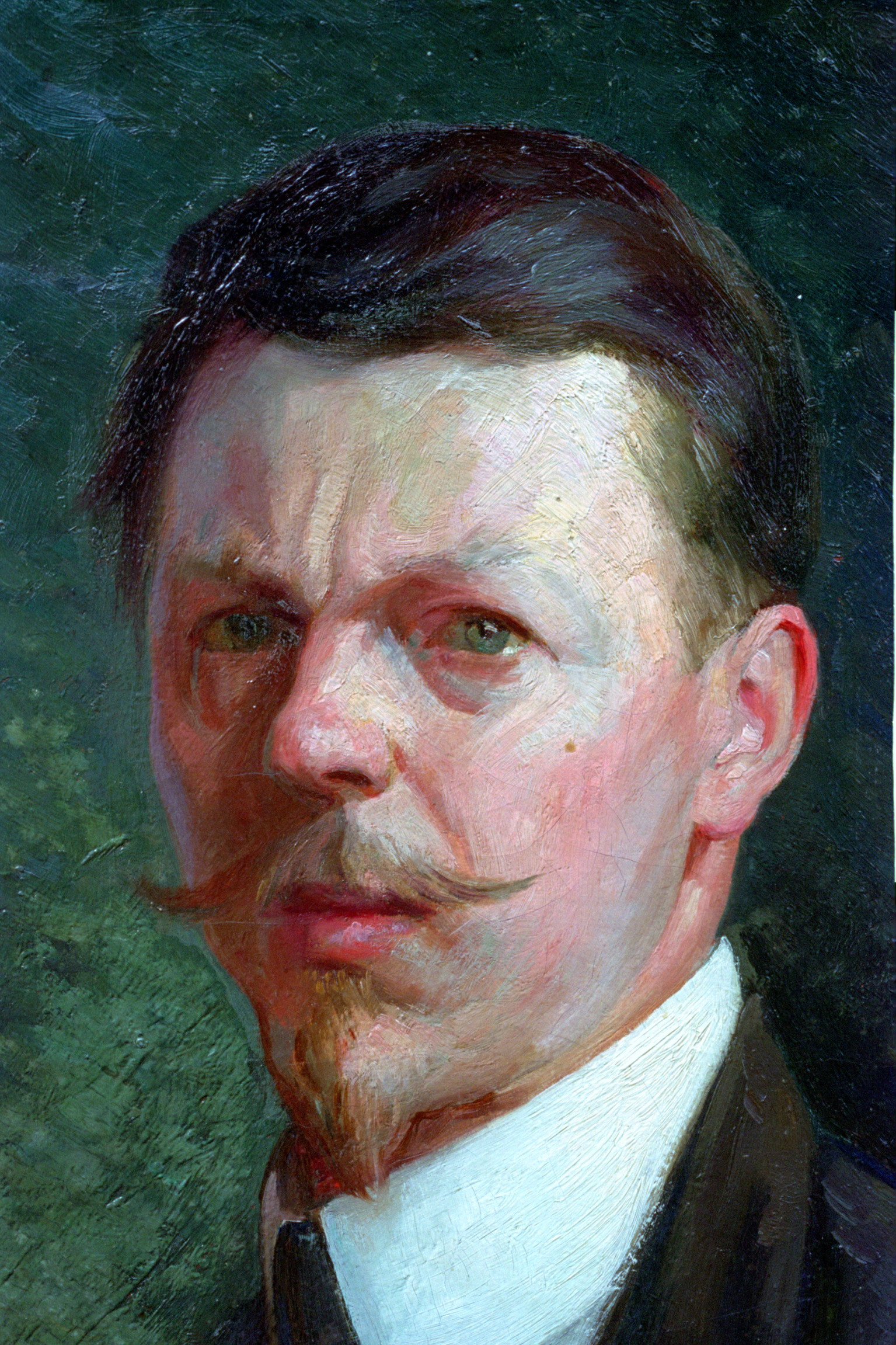
Autorretrato. Van Pieter Franciscus Dierckx.

Pieter Franciscus Dierckx (Amberes 7 de febrero de 1871 - Amberes 4 de septiembre de 1950) siguió los cursos de la Academia de Bellas Artes de Amberes (Bélgica) y del Instituto Superior de Amberes. Sus profesores eran Juliaan De Vriendt, su hermano Albert De Vriendt y Karel Verlat. Era socio de la peña de artistas "De Scalden" en Amberes.
En septiembre de 1896 fue nombrado director de la Academia de Dibujo en Temse donde era responsable del curso de dibujo. Renovó la escuela, tanto en la forma como en el contenido y la llevó a un nivel superior. Se considera a Pieter Dierckx como a uno de los más importantes directores de la Academia de Temse a lo largo de sus 230 años de historia.
Como acuafortista y diseñador gráfico puso su arte al servicio de asociaciones (carteles, membretes...). Ilustró el "Cancionero de los Estudiantes" (1899) de Karel Heyndrickx. En el año 1910 ilustró también unas narraciones infantiles del autor Lodewijk Scheltjens (1861-1946). En 1912 trabajó como diseñador para la comitiva histórica de Rupelmonde con motivo del cuarto centenario del nacimiento de Mercator.
Durante la Primera Guerra Mundial pintó la vida rural en Temse, con obras como "Mondapatatas en la Residencia de Ancianos", " La Comida sobria", "La Distribución de sopa", "La Encajadera", " El Fabricante de Zuecos", "El Cestero", "El Pequeño Muelle" (1917), "La Hacienda quemada", "La Vigilante de la Carretera", "La familia del Tejedor", "El Torno de Hilar", "Devoción en el Brezal" y otros.
La mayor parte de su obra consta de paisajes en los cuales vistas del bosque tienen una presencia preponderante. Como Dierckx formaba parte de la escuela neo-impresionista, la luz jugaba un papel importante en sus obras.
Le atraía también el género histórico, y aquí se piensa antes que todo en Hendrik Leys. Recomendado por Franz Courtens - que apreciaba mucho el arte de Pieter Dierckx, la ciudad de Lokeren Ie encargó la pintura de dos obras históricas para la sala de sesiones del Ayuntamiento: en una de estas obras, se ve al Emperador Carlos otorgando en 1555 a los representantes de Lokeren el privilegio del mercado semanal. En la otra pintura se ve cómo en 1613 Alberto e Isabel instauran el Gremio de San Esteban y entregan también el privilegio de la feria anual. Son obras de gran tamaño que confirman la gloria de la escuela Leys y que además muestran el arte de Pieter Dierckx en la realización de un tema histórico.
En marzo de 1919 regresó a Amberes e instaló un taller de pintura. Con un lienzo de casi 5 m de anchura "San Vilebrordo predicando el Evangelio a los ribereños del Escalda alrededor del año 700 (1939) confirmó otra vez su genio de pintor histórico. Esta obra se encuentra en la Iglesia del Sagrado Corazón, Lange Beeldekensstraat 18 en Amberes, Bélgica.
Con sus pinturas "La danza de los Silfides al amanecer" y "Orfeo el cantante melodioso de Tracia" (1942) representó temas mitológicos. En esta última obra repitió "La danza de los Silfides" en el fondo.
Probó también su maestría como retratista.
Desde 1952 la Academia de Temse entrega un premio bi-anual Pieter Dierckx. En 1986 la ciudad de Temse honoró a Pieter Dierckx, dando su nombre a una calle. Pieter Dierckx forma parte de la tradición de importantes pintores de su generación donde ocupa un lugar propio y privilegiado.

## Exposiciones
- 1896 : " Xlle Exposición del Círculo "Eigen Vorming" en Borgerhout/Amberes.
- 6 de junio de 1897: Primera Exposición de "De Scalden" en la Sala Verlat en Amberes.
- 25 de marzo de 1900: Tercera exposición de Artes Monumentales, Decorativas y Aplicadas de "De Scalden" en la Sala del Museo Antiguo en Amberes.
- 1924 en la Sala de la Taquilia,
- 30 de noviembre de 1925 en la Sala Jordaens en Amberes
- febrero de 1977: en el ayuntamiento de Temse con motivo del 200e aniversario de la Academia de Dibujo.
- Del 24 de junio hasta el 13 de agosto de 2006: retrospectiva en el Museo municipal de Temse.

## Salones
- Amberes: 1901, 1904, 1908, 1911. Bruselas: 1903. Liège: 1909. Gent: 1913
- Budapest, München, Florence (1907-1908), París.
- "Exposition Trienale de 1911" en la Sala de Fiestas y Exposiciones en Amberes.
- "Segundo Salón de diciembre, organizado por la "Unión nacional de los Artistas pintores y Escultores de Bélgica".

## Publicaciones
- "Ons Volk ontwaakt" (23 de agosto de 1913)
- "Le Carnet Mondain" ( 7 de diciembre de 1913)
- "Anvers Artistique" (15 de abril de 1924)
- " La Revue Moderne illustrée et de la Vie" (15 de mayo de 1939) París
- "Künstlerlexikon des XIX Jahrhunderts". Allgemeines Lexikon der bildeten Künstler des XX Jahrhunderts" - Herausgegeben von Hans Vollmer (1953) - VEB Seeman Verlag Leipzig.
- " De Autotoerist" (4 de febrero de 1971): la revista quincenal de la "Asociación de los automovilistas", Amberes. El libro de arte " Parels langs de Scheldekant, deel II" (1980) compuesto por Leo Busschaert, Waasmunster (Bélgica).
- "Lexikon of the Belgian Romantic Painters", por W. Flippo (International Art Press, art book Publisher Amberes -1981).
- "Het Biografisch Kunstenaarslexikon Arto" (1999) compuesto por Wim Pas (De Gulden Roos, Bélgica).
- 'Dictionnaire des peintres belges nés entre 1750 et 1875" (Editions Laconti Bruselas - P&V Berko, Knokke)
- Openbaar Kunstbezit" de la ciudad Lokeren (31 de mayo de 2000)
- De los periódicos: "Het Nieuwsblad, De Standaard, De Gentenaar, Het Volk", con motivo de la retrospectiva en el Museo Municipal de Temse (30 de junio de 2006).
- 'De Belgische Beeldende Kunstenaars uit de 19de en de 20ste Eeuw" por Paul Piron. (Art Belgium).
- "Belgian Artists Signatures - (Firmas de artistas belgas de los siglos XIX y XX): Handtekeningen van Belgische Kunstenaars uit de XIX en XXste Eeuwen por Paul Piron (publicaciones: Arts, Antiques, Auctions).
- Wikimedia Commons alberga una categoría multimedia sobre Pieter Franciscus Dierckx.

- Datos: Q1376186
- Multimedia: Pieter Dierckx (painter) / Q1376186